# Adelocephala
Adelocephala este un gen de insecte lepidoptere din familia Saturniidae.

Cladograma conform Catalogue of Life:
| Adelocephala | \| \| Adelocephala bellardi \| \| \| \| \| \| Adelocephala cadmus \| \| \| \| \| \| Adelocephala castanea \| \| \| \| \| \| Adelocephala eolus \| \| \| \| \| \| Adelocephala hodeva \| \| \| \| \| \| Adelocephala hovata \| \| \| \| \| \| Adelocephala intensiva \| \| \| \| \| \| Adelocephala intermedia \| \| \| \| \| \| Adelocephala jucundoides \| \| \| \| \| \| Adelocephala purpurascens \| \| \| \| \| \| Adelocephala rubra \| \| \| \| \| \| Adelocephala verana \| \| \| \| |
|              | \| \| Adelocephala bellardi \| \| \| \| \| \| Adelocephala cadmus \| \| \| \| \| \| Adelocephala castanea \| \| \| \| \| \| Adelocephala eolus \| \| \| \| \| \| Adelocephala hodeva \| \| \| \| \| \| Adelocephala hovata \| \| \| \| \| \| Adelocephala intensiva \| \| \| \| \| \| Adelocephala intermedia \| \| \| \| \| \| Adelocephala jucundoides \| \| \| \| \| \| Adelocephala purpurascens \| \| \| \| \| \| Adelocephala rubra \| \| \| \| \| \| Adelocephala verana \| \| \| \| |
|              | Adelocephala bellardi |
|              | |
|              | Adelocephala cadmus |
|              | |
|              | Adelocephala castanea |
|              | |
|              | Adelocephala eolus |
|              | |
|              | Adelocephala hodeva |
|              | |
|              | Adelocephala hovata |
|              | |
|              | Adelocephala intensiva |
|              | |
|              | Adelocephala intermedia |
|              | |
|              | Adelocephala jucundoides |
|              | |
|              | Adelocephala purpurascens |
|              | |
|              | Adelocephala rubra |
|              | |
|              | Adelocephala verana |
|              | |